# Yves Herbet
Yves Herbet (Villers-Cotterêts, 18 agosto 1945 – Alès, 28 giugno 2024) è stato un calciatore e allenatore di calcio francese, di ruolo centrocampista.

## Carriera
Giocò in varie squadre nella massima serie francese e prese parte con la Nazionale ai Mondiali del 1966.

## Palmarès

### Club

#### Competizioni nazionali
- Division 3: 1

Nancy: 1971-1972
- Division 2: 1

O. Avignone: 1974-1975